# Collartaltica alluaudi
Collartaltica alluaudi es un coleóptero de la familia Chrysomelidae.
Fue descrita científicamente en 2004 por Biondi & D'Alessandro.